# Fräulein Else
Fräulein Else ist eine 1924 erschienene Monolog-Novelle des österreichischen Schriftstellers Arthur Schnitzler.

## Inhalt
Else T., Tochter eines Wiener Rechtsanwalts, befindet sich für einige Urlaubstage im Trentiner Kurort San Martino di Castrozza, finanziert durch ihre Tante Emma. Nachdem sie das Tennisspiel mit Cissy und Cousin Paul beendet hat, bekommt sie einen Express-Brief von ihrer Mutter, in welchem die Bitte an sie herangetragen wird, den reichen Kunsthändler Dorsday um ein dringend benötigtes Darlehen zu bitten, da Elses Vater Mündelgelder veruntreut habe und kurz vor der Verhaftung stehe. Else geht auf Dorsday zu und schildert ihm die schwierige familiäre Lage.
Dorsday willigt zwar ein, die notwendigen 30.000 Gulden zur Verfügung zu stellen, fordert aber als Gegenwert die Erlaubnis, Else nackt betrachten zu dürfen. Else reagiert empört auf dieses Ansinnen, erkennt aber im Laufe des Abends das Dilemma, in dem sie sich befindet. Gefangen zwischen unbedingter Loyalität zu ihrem Vater und der starken Sehnsucht nach Autonomie und selbstbestimmter Weiblichkeit kann sie sich auf keine der Alternativen festlegen: würde sie das Angebot Dorsdays ablehnen, müsste sie ihren Vater seinem Schicksal überlassen; das Eingehen auf Dorsday käme aber einer Selbstprostitution und damit der Aufgabe selbstbestimmten Verfügens über den eigenen Körper gleich.
In dieser Konfliktsituation, in welcher Else in ständiger Gedankenvariation ihren Handlungsspielraum auszuloten versucht, zeigen sich immer wieder auch weitere Aspekte von Elses Begehren, darunter Todessehnsucht und exhibitionistische Wünsche, Liebesbedürftigkeit und kaum eingestandenes Emanzipationsstreben. In Elses lustvoller Imagination öffentlicher Exhibition und gleichzeitiger schamhafter Abwehr einer erzwungenen Entblößung vor Dorsday ist der immer wieder deutlich werdende Zusammenhang zwischen männlicher Dominanz über das Weibliche und einem sich dagegen wehrenden weiblichen Emanzipationsstreben zu erkennen. Doch letztlich zeigt sich, dass Else nicht dazu in der Lage ist, sich gegen die Ansprüche des Vaters zu wenden und ihre eigene Integrität durchzusetzen. Zugleich wird immer klarer, dass Elses Selbstaufgabe mit einem Selbstmord einhergehen wird – ständig wird in ihre Entscheidungsgedanken der mögliche Suizid mit aufgenommen. Allerdings wird für Else ebenfalls klar, dass sie sich nicht alleine auf das Zimmer Dorsdays wird begeben können, dass sie zu dieser Erniedrigung nicht in der Lage sein würde. So verbindet sich in ihrer überraschenden Entscheidung die exhibitionistische Sehnsucht mit dem von Dorsday ausgeübten Entblößungs-Zwang: Im Musiksalon des Hotels – in Anwesenheit Dorsdays, dessen Forderung damit erfüllt ist – zeigt Else der versammelten Abendgesellschaft ihren zu Beginn von einem schwarzen Mantel verhüllten nackten Körper und fällt anschließend in eine Schein-Ohnmacht. Auf ihr Zimmer gebracht gelingt es ihr, unbemerkt das bereitgestellte Schlafmittel Veronal zu sich zu nehmen. Sie fällt in einen traumartigen Zustand, der sie endgültig zu befreien scheint.

## Interpretation
Die Novelle Fräulein Else ist ein typisches Werk der Wiener literarischen Moderne, auch Ästhetizismus genannt. Es zeigt die Liebes- und Existenzprobleme der höheren bürgerlichen Schicht auf. Arthur Schnitzlers Werk ist durchzogen von dem Versuch, adäquate sprachliche Ausdrucksmöglichkeiten für die innerpsychischen Vorgänge des Menschen zu finden. In Fräulein Else erfolgt dies über die Darstellungsform des inneren Monologes: Der Leser nimmt aus der Innenperspektive der Protagonistin an der Geschichte und den Gedanken Elses teil; Schnitzler erzeugt so zugleich Identifikation mit und Distanz zur Heldin. Die monologische Spiegelung der inneren Realität wird nur gelegentlich durch die direkte Darstellung äußerer Dialoge unterbrochen: Auf diese Weise gelingt es Schnitzler, den eigentümlichen Kontrast zwischen innerer und äußerer Realität episch abzubilden.
Geld spielt eine essentielle Rolle. Es ist der Verursacher für die ganze Misere. Die gut situierten Personen im Hotel sind alle angesehene Leute, jedoch nicht aus der moralischen und scharf enttarnenden Sicht Elses, in der sie alle, sogar ihren Vater, als Schufte bezeichnet und damit die Brüchigkeit ihrer Familie sowie die Lebenslügen einer privilegierten Gesellschaft aufdeckt.
In ihren Überlegungen kommt auch folgender Satz vor (S. 44, Z. 25): „Vor den Schlangen habe ich keine Angst. Wenn mich nur keine in den Fuß beißt.“ Dies hat einen mythologischen Hintergrund: Eurydike erliegt dem Biss einer Giftschlange, auf die sie bei der Flucht vor einem Vergewaltiger getreten war.
Else verfügt über eine sehr instabile Persönlichkeit mit hoher Spontaneität (S. 52, Z. 3: „Auch als Tote will ich nicht mehr zurück. Und Papa und Mama sollen sich nicht kränken mir geht es besser als ihnen. Und ich verzeihe ihnen. Es ist nicht schade um mich.“, S. 52, Z. 19 „Aber es ist ja alles nicht wahr. Ich werde nicht scheintot sein und tot auch nicht. Ich werde mich überhaupt gar nicht umbringen, ich bin ja viel zu feig.“) Dies zeigt ihre vollkommene Unentschlossenheit. Dieses Wechselspiel setzt sich über mehrere Seiten fort.
Schnitzler kritisiert die Lügen der höherrangigen Gesellschaft sowie die egozentrischen Wünsche der Männer, denen die armen Mädeln hilflos ausgeliefert sind. (S. 33, Z. 15 „Also, Else, ich bin bereit – Doktor Fiala soll übermorgen um zwölf Uhr mittags die dreißigtausend Gulden haben – unter einer Bedingung […] Nichts anderes verlange ich von Ihnen, als eine Viertelstunde dastehen dürfen in Andacht vor Ihrer Schönheit“)
Im letzten Teil wird klar, dass Else auch noch kurz vor ihrem Tode nicht von ihren Mitmenschen verstanden wird (S. 78, Z. 20 „Dorsday, Dorsday! Das ist ja der – Fünfzigtausend! Wird er sie abschicken? Um Gottes Willen, wenn er sie nicht abschickt? Ich muss es ihnen sagen. Sie müssen ihn zwingen. Um Gottes willen, wenn alles umsonst gewesen ist? Aber jetzt kann man mich noch retten. Paul! Cissy! Warum hört ihr mich denn nicht? Wisst ihr denn nicht, dass ich sterbe? Aber ich spüre nichts. Nur müde bin ich. Paul! Ich bin müde. Hörst du mich denn nicht? Ich bin müde, Paul. Ich kann die Lippen nicht öffnen. Ich kann die Lippen nicht öffnen. Ich kann die Zunge nicht bewegen, aber ich bin noch nicht tot.“) Es geht am Ende nicht klar hervor, ob Else nun an einer Überdosis gestorben ist oder doch nur die halluzinogenen Auswirkungen des Veronals spürt und einschläft, da sie auch früher schon einmal zwei Päckchen Pulver auf einmal eingenommen hat. Sie bezeichnet noch ihre Mitmenschen und die Familie als Mörder. Dies kann man jedoch nicht nur auf physischer, sondern auch auf sozialer und psychischer Ebene sehen. Interessant ist auch noch, ob der Vicomte die Geldsumme überwiesen und somit den Vater gerettet hat oder ob der Vater ins Kriminal gekommen ist, bzw. Selbstmord begangen hat.
Fräulein Else kann als „Exemplifikation orthodox freudianischer Theoreme“ gelesen werden: In diesem Sinne lässt Arthur Schnitzler Else also genau bestimmte psychologische Verhaltensmuster durchleben, welche Sigmund Freuds Lehren entsprechen; er bettet diese jedoch mit den Mitteln der Literatur ein in das gesellschaftliche Milieu des zeitgenössischen Wien, dem auch Freuds Ideen entstammen. Trotz aller ideellen und persönlichen Nähe zu Freud – es gab einen Briefwechsel zwischen beiden – betrachtete sich Schnitzler nicht als dessen Anhänger.

## Urteile
- Hugo von Hofmannsthal schreibt Schnitzler: „Ja, so gut Lieutenant Gustl erzählt ist, ›Fräulein Else‹ schlägt ihn freilich noch; das ist innerhalb der deutschen Literatur wirklich ein genre für sich, das Sie geschaffen haben.“[2]
- Nach Jakob Wassermanns Besprechung aus dem Erscheinungsjahr der Novelle handele es sich darin um die Präsentation einer abgeschlossenen, abgetanen, zum Tode verurteilten Welt.[3]

## Ausgaben
- Fräulein Else. Novelle. 1.–11. Tausend. Zsolnay, Berlin, Wien, Leipzig 1924 (online)
- Digitale historisch-kritische Edition: Fräulein Else. Hrsg. von Christian Belz, Kristina Fink, Vivien Friedrich, Wolfgang Lukas, Kathrin Nühlen, Michael Scheffel, Giulia Speciale, Jonas Wolf. Wuppertal 2018 (online)
- Fräulein Else, Novelle. Hrsg. von Johannes Pankau. Universal-Bibliothek Band 18155. Reclam, Stuttgart 2003, ISBN 3-15-018155-0.
- Leutnant Gustl und Fräulein Else, Novellen. 211. Hamburger Leseheft, Husum 2006.

## Verfilmungen
- 1929: Fräulein Else, Regie: Paul Czinner, Hauptrolle: Elisabeth Bergner (Stummfilm)
- 1946: El Ángel desnudo, Argentinien 1946. Regie und Drehbuch: Carlos Hugo Christensen.
- 1970 Fräulein Else, Belgien 1970. Regie: Yvonne Lex. Produktion: Belgische Radio en Televisie (BRT). Darsteller: Magda Goossens (= Fräulein Else). Yvonne Lex (= Stimme von Else). John Mertens (Herr von Dorsday), Alex Cassiers (= Paul). Iréne Frenzi (= Marchesa). Joanna Geldof (= Tante Emma). Katrien Hermans (= Fritzi). Jan Moonen (= Portier). Ann Petersen (= Frau Winawer). Jeanine Schevernels (= Cissy). Kris Smet (= Kinderfrau).
- 1974: Fräulein Else, Regie Ernst Haeusserman für das österreichische Fernsehen verfilmt.[4] Die Darsteller waren unter andern Marianne Nentwich (Else), Miguel Herz-Kestranek (Paul),[5] Curd Jürgens (Dorsday) und Susi Nicoletti.
- 1987: Fräulein Else (Deutschland 1987). Format/Länge: U-Matic-Video, Farbe. Regie: Hans-Jürgen Syberberg. Produktion: Syberberg Filmproduktion München, ORF Wien. Darstellerin: Edith Clever (= Fräulein Else).
- 2002: Fräulein Else, Regie Pierre Boutron; Julie Delarme in der Hauptrolle. Der Stoff wurde modifiziert. Beispielsweise kommen Elses Vater und ein befreundeter Staatsanwalt in einer Rahmenhandlung vor und Else wird von ihrem Vater bewusst in das Kurhotel geschickt, um mit Dorsday Kontakt aufzunehmen.[6]
- 2013: Fräulein Else, Regie Anna Martinetz. Premiere am 23. August 2013 beim World Film Festival in Montreal Premiere.[7] Anna Martinetz verlegte die Handlung in die heutige Zeit und in ein Hotel für wohlhabende Gäste in den Bergen Nordindiens. Dabei integrierte Martinetz Szenen des wirklichen indischen Lebens, ließ Szenen auf der offenen Straße drehen und versetzte so Schnitzlers Geschichte in die heutige Wirklichkeit einer aufstrebenden Industrienation mit einer konservativen Sozialisierung.
- 2025: The Exposure von Regisseur und Drehbuchautor Thomas Imbach mit Deleila Piasko und Milan Peschel,[8] Premiere am Filmfest München.[9]

## Vertonungen, Comics und Bearbeitungen
Vertonungen, Hörspiele und Hörbücher
- Karl Peter Blitz: Fräulein Else (SWF 1946). Regie: Karl Peter Blitz. Sprecher: Gerd Ribatis, Irmgard Weyrather (= Fräulein Else). Anette Roland (= Frau Winawar). Ernst Sladeck (= Herr von Dorsday). Ludwig Baschang (= Portier/Doktor Fiala). Ursula Zache (Die Marchesa/Mutter), Lieselotte Bellert (= Cissy Mohr und 2. Stimme). Günther Vulpius (= Vetter Paul). Hans Goguel (= Vater). Eva Fiebig (Tante), Horst Uhse (= 1. Stimme). Karl Kempf (= 3. Stimme). Lothar Hartmann (= An- und Absage). Urgesendet am 3. September 1946. Spieldauer: 47 Minuten.
- Heinz-Günter Stamm: Fräulein Else (BR 1949), Sprecherin: Elisabeth Bergner. Als Podcast/Download im BR Hörspiel Pool.[10]
- Wilhelm Semmelroth: Fräulen Else (NWDR Köln 1951). Regie und Bearbeitung: Wilhelm Semmelroth. Sprecher: Käthe Gold (= Fräulein Else). Werner Hessenland (= Herr von Dorsday). Magda Hennings (= Sissi Mohr). Walter Fürst (= Paul). Spieldauer: 66 Minuten.
- Michael Verhoeven: Fräulein Else (Produktion: Kein & Aber Records 2002). Sprecher: Senta Berger (= Fräulein Else). Spieldauer: 86 Minuten.
- Beat Furrer: Fama. Hörtheater für großes Ensemble, acht Stimmen, Schauspielerin und Klanggebäude (KAIROS Production 2006). Sprecherin (= Isabelle Menke). Uraufführung/Premiere: 14. Oktober 2005 in Donaueschingen. Musikalische Leitung: Beat Furrer. Szenische Einrichtung: Christoph Marthaler. Architektur: LIMIT architects, Wolfgang Bürgler. Akustik: Winfried Ritsch. Spieldauer: 67 Minuten.
- Natalie Eva Ofenböck, Nino Ernst Mandl: Fräulein Gustl oder Ich muss auf die Uhr schau’n (2012). Textmontage und Stimmen: Natalie Eva Ofenböck (= Leutnant Gustl). Nno Ernst Mandl (= Fräulein Else). Komposition und Einspielung: Lukas Lauermann (= Cello). Raphael Sas (= Gitarre). Stefan Sterzinger (= Akkordeon). Layout und Illustration des HörBuchs: Natalie Eva Ofenböck. Musikalische Grafik: Lukas Lauermann. Idee, Cast und Hirtenhund: Stefan Sterzinger. Die Hör-CD und das (Hör-)Buch sind in der Edition Meerauge (Klagenfurt 2012) erschienen.
- Manfred Chobot: Ein gewisses Fräulein Else. In: Manfred Chobot: Franz – Eine Karriere. Erzählungen. Löcker Verlag, Wien 2017. ISBN 978- 3-85409-846-1.

Künstlerische Projekte bzw. Internetseite
- Norbert Pfaffenbichler: notes on film 01 else (Österreich 2002), Kurzfilm: 6 ½ Minuten, 35 mm. Regie: Norbert Pfaffenbichler. Kamera: Martin Putz. Musik: Wolfgang Frisch. Darsteller: Eva Jantschitsch (= Fräulein Else bzw. Elisabeth Bergner als Fräulein Else). Verleih: sixpackfilm.
- Katharina Moebus: Fräulein Else. Monologe einer zerrissenen Dame (2005). Ein nonlineares Internetprojekt unter: http://pro.unibz.it/projects/interaktion/doku/nonlinearlesen/katarina/Else/Index.html

Comic-Adaption
- Manuele Fior: Fräulein Else nach der Novelle von Arthur Schnitzler. Text und Zeichnungen: Manuele Fior. Übersetzung, Textbearbeitung: Maximilian Lenz. Lettering: Tinet Emgren, Herausgeber: Johann Ulrich. Avant Verlag, Berlin 2010. Zuvor 2009 im französischen Verlag Guy Delcourt Productions erschienen.

## Forschungsliteratur
- Arnim-Thomas Bühler: Arthur Schnitzlers Fräulein Else. Ansätze zu einer psychoanalytischen Interpretation. Kletsmeier, Wetzlar 1995, ISBN 3-930494-10-8.
- Hans Ulrich Lindken: Erläuterungen zu Arthur Schnitzler, Leutnant Gustl, Fräulein Else. (= Königs Erläuterungen und Materialien. Band 374). 2., überarbeitete Auflage. Bange, Hollfeld 1999, ISBN 3-8044-1661-6.
- Evelyne Polt-Heinzl: Arthur Schnitzler: Fräulein Else. Erläuterungen und Dokumente. (= Universal-Bibliothek. Band 16023). Reclam, Stuttgart 2002, ISBN 3-15-016023-5.
- Barbara Neymeyr: Fräulein Else: Identitätssuche im Spannungsfeld von Konvention und Rebellion. In: Hee-Ju Kim, Günter Saße (Hrsg.): Interpretationen. Arthur Schnitzler: Dramen und Erzählungen. Reclam, Stuttgart 2007, ISBN 978-3-15-017532-3, S. 190–208.
- Lisa Holzberg: Erläuterungen zu Arthur Schnitzler Fräulein Else. (= Königs Erläuterungen und Materialien. Band 428). Bange, Hollfeld 2005, ISBN 3-8044-1806-6.
- Alexandra Tacke: Schnitzlers >Fräulein Else< und die Nackte Wahrheit. Novelle, Verfilmungen und Bearbeitungen. Böhlau Verlag, Köln / Weimar / Wien 2016, ISBN 978-3-412-22497-4.